# Elmira (Nueva York)
Elmira, fundada en 1864, es una ciudad ubicada en el condado de Chemung en el estado estadounidense de Nueva York. En el año 2000 tenía una población de 30 940 habitantes y una densidad poblacional de 1119.2 personas por km².

## Geografía
Elmira se encuentra ubicada en las coordenadas 42°5′23″N 76°48′34″O / 42.08972, -76.80944. Según la Oficina del Censo, la ciudad tiene un área total de 12.2 km², de la cual 11.7 km² es tierra y 0.48 km² (3.56%) es agua. Hace mucho frío en invierno.

## Demografía
Según la Oficina del Censo en 2000 los ingresos medios por hogar en la localidad eran de $27 292, y los ingresos medios por familia eran $33 592. Los hombres tenían unos ingresos medios de $31 775 frente a los $22 350 para las mujeres. La renta per cápita para la localidad era de $14 495. Alrededor del 23.1% de la población estaban por debajo del umbral de pobreza.